# Serixia merangensis
Serixia merangensis là một loài bọ cánh cứng trong họ Cerambycidae.